# The Lady of Rage
The Lady of Rage, właściwie Robin Yvette Allen (ur. 11 czerwca 1968 r.) – amerykańska raperka i aktorka, najbardziej znana ze współpracy z muzykami z wytwórni Death Row Records, Snoop Doggiem i Dr. Dre.

## Dyskografia
Opracowano na podstawie źródła.
| Rok  | Tytuł                                                                                    | Notowania | Notowania |
| Rok  | Tytuł                                                                                    | U.S.      | U.S. R&B  |
| ---- | ---------------------------------------------------------------------------------------- | --------- | --------- |
| 1997 | Necessary Roughness - Data wydania: 24 czerwca, 1997 - Wytwórnia: Death Row / Interscope | 32        | 7         |

## Filmografia
- The Steve Harvey Show
- Kenan & Kel
- Next Friday
- Ride